# Anton Bacalbașa

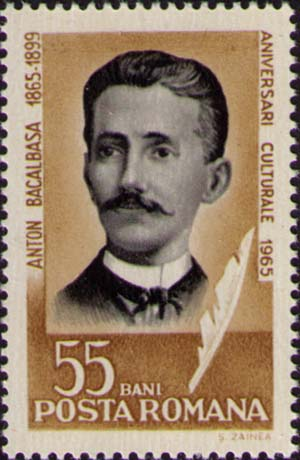
Anton Bacalbașa reprezentat pe un timbru românesc din 1965.

Anton Bacalbașa (n. 21 februarie 1865, Brăila – d. 1 octombrie 1899) a fost un ziarist, prozator și traducător român, creatorul personajului literar Moș Teacă. Împreună cu Ion Luca Caragiale a creat și redactat prima serie (1893) a revistei umoristice Moftul român.
A făcut parte din mișcarea muncitorească și a colaborat la Contemporanul și la publicațiile socialiste Emanciparea, Drepturile omului.

## Date biografice
Anton Bacalbașa, fiul serdarului Costache Bacalbașa și al soției sale Aneta Bobescu, fost șef al poliției orașului, s-a născut la Brăila. A fost frate cu Constantin Bacalbașa. Considerat "unul dintre cei mai mari poeți ai prozei gazetărești" a fost și un poet liric. Înainte să devină umoristul plin de vervă și de spirit și polemistul redutabil care a fost stimat până și de adversarii săi creatorul lui Moș Teacă și apropiatul colaborator al lui Caragiale la Moftul român, și-a făcut debutul, în 1880, la Literatorul lui B. Florescu, Al. Macedonski și Th. Stoenescu, cu poezii lirice care vădeau resursele impresionante ale talentului său (vezi între altele La Rosmersholm). 
 Anton Bacalbașa a fost și întemeietorul revistei Adevărul literar.
Bacalbașa a scris aproape două mii de articole, schițe, pamflete publicate în revistele și ziarele timpului. Dintre revistele și ziarele la care a colaborat au fost: Mesagerul Brăilei (1883), Drepturile omului (1885-1888), Contemporanul (1886-1887), Epoca (1886, 1888-1889, 1895-1896, 1899), Revista literară (1887), Gazeta muncitorului, Dezrobirea 1888).
A susținut valabilitatea artei cu tendință și a argumentat inconsistența conceptului „artă pentru artă”.
A fost un popularizator al ideilor marxiste și unul dintre primii intelectuali marxiști din România. A publicat de asemenea în ziare socialiste (până în 1895): Emanciparea, Literatorul, Mesagerul Brăilei, Dezrobirea, Democrație socială, Munca, Lumea nouă, Drepturile omului.:p. 49
A fost ales în 1894 în Consiliul General al P.S.D.M. din România.

## Operă literară
Proză satirică la adresa vieții cazone:
- Moș Teacă (1893), cea mai importantă operă a sa, care satirizează tipul subofițerului mărginit și tiran din armata acelei epoci;
- Din viața militară

## În alte limbi
- Kardlap kapitány (Moș Teacă), traducere în limba maghiară de Kerekes György, Bukarest, 1959.[5]

## Filatelie
În anul 1965, Poșta Română a pus în circulație o marcă poștală, cu valoarea nominală de 55 de bani, care reprezintă portretul lui Anton Bacalbașa, în cadrul seriei Aniversări culturale.